# Gliny (serial telewizyjny)
Gliny (tytuł org. Popoz, od 2013) – holenderski serial komediowy w reżyserii Martijna Smitsa i Erwina van den Eshofa. Wyprodukowany przez Alain de Levita.
Premiera serialu miała miejsce w Holandii 3 listopada 2013 roku na holenderskim kanale Comedy Central. W Polsce serial emitowany od 7 lutego 2014 roku na antenie Comedy Central Polska.

## Opis fabuły
Serial opowiada o losach dwóch detektywów – Iviego i Randy'ego oraz ich stażyście Coco (ginie w pierwszym epizodzie), którzy walczą ze złem w bardzo nieprzewidywalny i często komiczny sposób. Mimo że są twardzielami, biorą narkotyki, a także nie wahają się użyć broni. Bohaterowie przeżywają wspólnie niesamowite przygody.

## Obsada

### Główni
- Huub Smit jako Ivo
- Sergio Hasselbaink jako Randy

### Pozostali
- Noel Deelen jako Coco
- Edwin Alofs jako Mattieu
- Uriah Arnhem jako Vanilla Fudge
- Ancilla Tilia jako Leo
- Gert-Jan de Warm jako Norbert